# Хагелин, Карл (хоккеист)
Карл Оливер Хагели́н (швед. Carl Oliver Hagelin; род. 23 августа 1988, Сёдертелье, Стокгольм) — бывший шведский хоккеист, крайний нападающий.Обладатель Кубка Стэнли 2016 и 2017 в составе «Питтсбург Пингвинз».

## Карьера

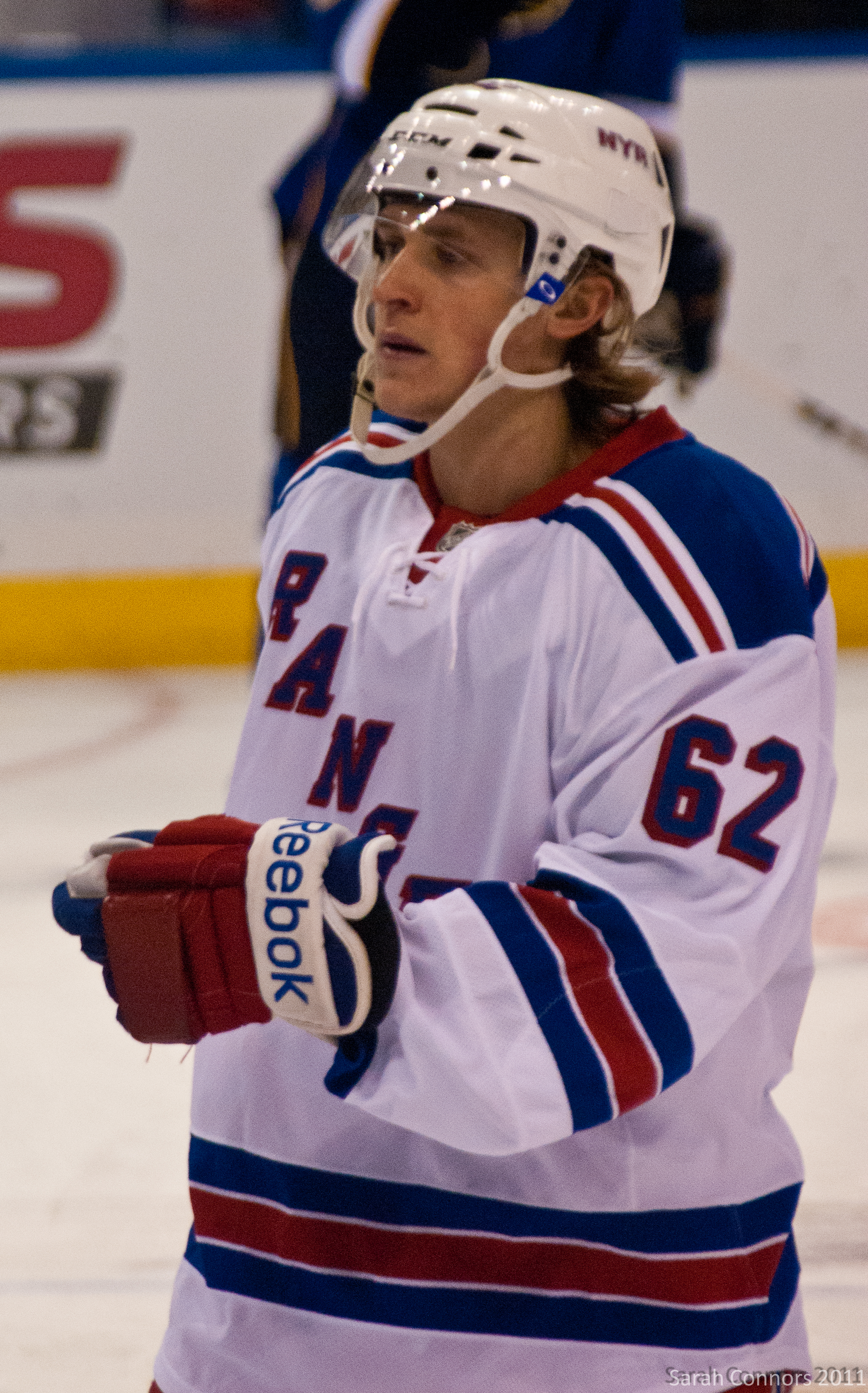
Хагелин в составе «Нью-Йорк Рейнджерс»

Начинал карьеру хоккеиста в юношеских и молодёжных командах клуба «Сёдертелье»: за два сезона в СуперЭлит U20 забил 44 гола и отдал 51 передачу, заняв 5-е место среди бомбардиров, а также 4-е место среди снайперов.
Карл Хагелин играл в колледже за команду Мичиганского университета в Центральной Хоккейной Ассоциации среди колледжей (ЦКХА). Он являлся первым шведским хоккеистом, игравшим за штат Мичиган. Он был выбран в шестом раунде драфта 2007 года командой «Нью-Йорк Рейнджерс».
«Нью-Йорк Рейнджерс» подписал с Карлом Хагелином профессиональный контракт после финальной игры в лиге среди колледжей, и он присоединился к фарм-клубу «рейнджеров», команде «Коннектикут Уэйл», в плей-офф АХЛ 2011 года. Начало сезона 2011/12 он также провёл в «Коннектикуте».
Карл Хагелин дебютировал в НХЛ 25 ноября 2011 года против команды «Вашингтон Кэпиталз», отдав голевую передачу Брайану Бойлу, тем самым заработав первое очко в НХЛ. Свой первый гол в НХЛ Хагелин забил на следующий день «Филадельфии Флайерз» в ворота Сергея Бобровского.
Из-за травмы Адам Хенрик из «Нью-Джерси Девилз» не смог выступить на Матче звёзд НХЛ 2012, его место занял Карл Хагелин.
15 апреля 2012 года Хагелин получил три игры дисквалификации за удар локтем в голову капитана «Оттавы Сенаторз» Даниэля Альфредссона в Нью-Йорке в первом раунде серии плей-офф Восточной конференции.
Во время локаута в НХЛ в сезоне 2012/2013 выступал в родном клубе «Сёдертелье».
10 июля 2013 года подписал новый двухлетний контракт с «рейнджерами» на сумму $ 4,5 млн.
27 июня 2015 года «Нью-Йорк Рейнджерс» обменяли Карла Хагелина и два выбора на драфте 2015 года (во втором и шестом раунде) в «Анахайм Дакс» на нападающего Эмерсона Итема и выбор во втором раунде того же драфта.
16 января 2016 года был обменян в клуб «Питтсбург Пингвинз», взамен «Анахайм» получил Дэвида Перрона и Адама Кленденинга. В составе «Пингвинов» выиграл два подряд Кубка Стэнли в 2016 и 2017 годах.
14 ноября 2018 года был обменян в «Лос-Анджелес Кингз» на нападающего Таннера Пирсона, а 21 февраля 2019 года был обменян в «Вашингтон Кэпиталз» на два драфт-пика.
Он также выступал на Олимпиаде-2014 за сборную Швеции и завоевал серебряную медаль.
31 августа 2023 года Карл Хагелин объявил о завершении карьеры в возрасте 35 лет.

## Международная
В составе молодёжной сборной Швеции принял участие в молодёжном чемпионате мира 2008 года, где выиграл серебряную медаль со своей сборной.
В составе основной сборной Швеции принял участие в зимних Олимпийских играх 2014 года, где стал серебряным призёром Олимпиады.

## Статистика
| Легенда | Легенда                    | Легенда | Легенда                   | Легенда | Легенда    |
| ------- | -------------------------- | ------- | ------------------------- | ------- | ---------- |
| И       | Количество проведённых игр | Штр     | Штрафное время            | +/−     | Плюс-минус |
| Г       | Голы                       | П       | Голевые передачи          | О       | Очки       |
| -       | Статистика неизвестна      | —       | Статистика не учитывалась |         |            |